# Garden of the Moon
Garden of the Moon è un film del 1938 diretto da Busby Berkeley.
È una commedia musicale a sfondo romantico statunitense con Pat O'Brien, Margaret Lindsay e John Payne. È basato sul racconto breve del 1937 Garden of the Moon di H. Bedford-Jones e John B. Browne.

## Produzione
Il film, diretto da Busby Berkeley su una sceneggiatura di Jerry Wald e Richard Macaulay e un soggetto di H. Bedford-Jones e John B. Browne, fu prodotto da Louis F. Edelman per la Warner Bros. e girato nei Warner Brothers Burbank Studios a Burbank, California, da inizio aprile a fine maggio 1938.

## Distribuzione
Il film fu distribuito negli Stati Uniti dal 1º ottobre 1938 al cinema dalla Warner Bros.
Altre distribuzioni:
- in Portogallo il 10 dicembre 1942 (No Mundo da Lua)
- in Germania il 28 novembre 1995 (Im Garten des Mondes)